# Robot Wsparcia Inżynieryjnego „Marek”

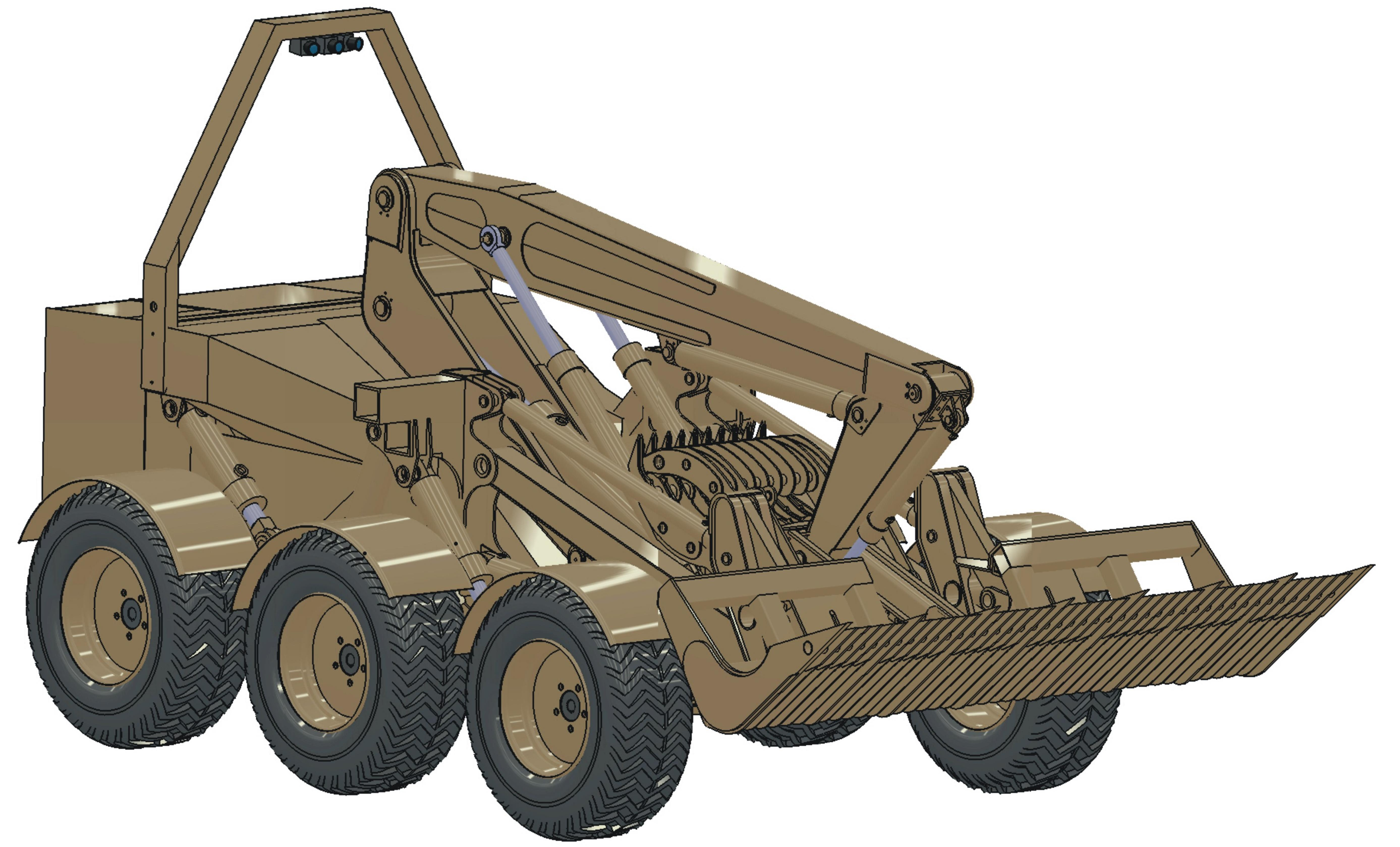
Projekt Robota Wsparcia Inżynieryjnego „Marek”

Robot Wsparcia Inżynieryjnego „Marek” – polski robot o wysokiej mobilności, przeznaczony do wykonywania misji IED/EOD. Został zaprojektowany przez Zespół Maszyn Inżynieryjnych i Robotów Katedry Budowy Maszyn Wojskowej Akademii Technicznej w ramach projektu badawczo-rozwojowego OR 00 0012 05 dofinansowanego kwotą 1,9 mln zł ze środków Ministerstwa Nauki i Szkolnictwa Wyższego. Projekt powstał w latach 2008–2011, kierował nim dr inż. Marian Janusz Łopatka.
Robot Wsparcia Inżynieryjnego „Marek” powstał w ramach działania konsorcjum złożonego z:
- Wojskowej Akademii Technicznej – lidera projektu,
- firmy WB Electronics,
- firmy Hydromega.

Dane techniczne
- masa własna – 3,5 t,
- silnik – spalinowy wysokoprężny o mocy 66 kW,
- prędkość maksymalna – 27 km/h,
- układ napędowy – hydrostatyczny 6×6,
- układ skrętu – burtowy,
- promień zawracania – 0 m (skręt w miejscu),
- osprzęty robocze[5]:
  - manipulator – o udźwigu 200 kg,
  - ładowarkowy – o udźwigu 1500 kg,
- układ zawieszenia – hydropneumatyczne sterowane, niezależnego każdego z kół[6],
- siła uciągu – 25 kN,
- układ sterowania – zdalne w systemie teleoperacji,
- zasięg łącza bezprzewodowego – do 1500 m,
- czas pracy bez tankowania – 8 godzin.

Zdolność pokonywania przeszkód terenowych
- prostopadły wjazd na wzniesienie o nachyleniu 60%,
- wjazd na pionową ściankę o wysokości 50 cm,
- jazda wzdłuż wzniesienia o nachyleniu 40%,
- pokonywanie rowów przydrożnych,
- pokonywanie wałów ziemnych,
- jazda po gruzowiskach itp.

Szczegółowe przeznaczenie
- podejmowanie wszelkiego typu amunicji artyleryjskiej, rakietowej oraz lotniczej o masie do 200, a nawet 500 kg i średnicach 80–600 mm,
- podejmowanie wszelkiego typu beczek i butli o masie do ok. 250 kg, zawierających potencjalnie groźne i niebezpieczne substancje,
- usuwanie podejrzanych pojazdów i innych obiektów przez ich wyciąganie, przewracanie, przepychanie itp.,
- neutralizacja ładunków niebezpiecznych umieszczonych na samochodach ciężarowych.